# Rhythm of Love (песен на „Скорпиънс“)
Вижте пояснителната страница за други значения на Rhythm of Love.
Rhythm of Love е песен на германската рок група „Скорпиънс“, издадена като сингъл през 1988 г. от „И Ем Ай“ и „Мъркюри Рекърдс“ и включена като втора песен в албума Savage Amusement, издаден от „Мъркюри Рекърдс“ същата година. Текстът е написан от Клаус Майне, а музиката е композирана от Рудолф Шенкер, Rhythm of Love е песен, в която се пее за любовта, както и самия начин на правене на любов. На 6 април 1988 г., сингълът достига до № 6 в „Билборд“ САЩ рок песни, докато в класацията на „Билборд Хот 100“ достига № 75 на 25 юни същата година.
По време на записите, „Скорпиънс“ искат високи тонове за припева и се обръщат към няколко певци, сред които Удо Диркшнайдер от „Аксепт“ и Дон Докен от „Докен“. Никой от тях обаче не успява да се хареса на групата, защото не разполага с този регистър на пеене. Тогава продуцентът на групата Дитер Диркс предлага на канадската певица Ли Аарон да изпее задните вокали, и за един ден тя записва тези вокални части.
Песента е издадена като сингъл в различни държави по света, в няколко варианта: 7 и 12-инчова грамофонна плоча, заедно с We Let It Rock...You Let It Roll; 12-инчова грамофонна плоча, където на обратната Б страна са добавени We Let It Rock...You Let It Roll и Love On the Run, както и в CD сингъл формат. Rhythm of Love е част от списъка с изпълнявани песни на „Скорпиънс“ предимно на две световни концертни турнета – Savage Amusement Tour (1988 – 1989) и Crazy World Tour (1990 – 1991). Презентацията на песента е направена на живо в Санкт Петербург (СССР) на 24 април 1988 г., а изпълнението от Берлин (Германия) на 5 и 6 декември 1990 г., е включено във видео албума записан на живо Crazy World Tour Live (1991), както и в ремастираното издание на „Скорпиънс“ – A Savage Crazy World (2002).

## Музикален клип
През същата година на издаването на песента, е записан и музикален видеоклип, режисиран от Мартин Калнер, където групата може да бъде видяна да изпълнява песента, заобиколена от жени, с леко еротични съдържания и с ясна футурустична концепция показваща град в бъдещето, който след завършването на песента експлодира. Музкалният клип е направен в две версии: нецензурирана и цензурирана, като във втората са премахнати всички сцени, на които се появяват жени, заменени с кадри на групата.

## Други версии
Песента е включена и в някои от следващите албуми на групата, като записаният на живо в Берлин Live Bites (1995), акустичният Acoustica (2001), чиято версия включва барабани и соло перкусии, изпълнени съответно от Джеймс Котак и чилийският перкусионист Марио Аргандоня, както и в кавър албум Comeblack (2011).

## Списък с песните
| 1. Rhythm of Love (Клаус Майне и Рудолф Шенкер) – 3:47 2. We Let It Rock...You Let It Roll (Клаус Майне и Рудолф Шенкер) – 3:38 | 1. Rhythm of Love – 3:47 2. We Let It Rock...You Let It Roll – 3:38 3. Love On the Run – 3:35 |

## Позиция в класациите
| Година | Класация                                    | Позиция |
| ------ | ------------------------------------------- | ------- |
| 1988   | Рок песни (САЩ)                             | 6       |
| 1988   | „Ю Кей Сингълс Чарт“ (Обединеното кралство) | 59      |
| 1988   | „Билборд Хот 100“ (САЩ)                     | 75      |

## Музиканти
- Клаус Майне – вокали
- Рудолф Шенкер – китари
- Матиас Ябс – китари
- Франсис Буххолц – електическа бас китара
- Херман Раребел – барабани